# Talar (osada)
Talar – osada w Polsce, położona w województwie łódzkim, w powiecie pabianickim, w gminie Dobroń (nad Grabią, dopływem Widawki).
Przez wiele lat, formalnie aż do 2008 r., była częścią wsi Ldzań.
Powstała jako osada młyńska. Pierwszy właściciel młyna w Talarze o nazwisku Mikołaj Tatarka notowany jest 8 października 1568 r. Obarczony on został należnością 60 grzywien za wybudowanie drugiego już młyna. Młyny w Talarze widnieją także na mapach z przełomu XVIII/XIX w.
Pod koniec XIX w. młyn na prawym brzegu Grabi spłonął, lecz wkrótce został odbudowany. Ten młyn pracował do 1965 r. i mełł 4 tony zboża na dobę. Także drugi młyn (lewobrzeżny) pochodzi z XIX w. Zachowały się w nim wszystkie urządzenia, lecz turbinę zastąpił silnik elektryczny.
Ostatnim właścicielem młynów była rodzina Fiszerów, po czym młyny upaństwowiono i oddano w użytkowanie Gminnej Spółdzielni Samopomoc Chłopska z Dobronia. Po zaprzestaniu produkcji młyny przeszły na bezpośrednią własność gminy Dobroń.
Okoliczne stawy są zarybione i w części z nich można odpłatnie uprawiać wędkarstwo.
Na skraju lasu między Talarem a Morgami i Rokitnicą powstało wiele domków letniskowych i miejscowość ta stała się lokalną atrakcją turystyczną.

## Szlaki turystyczne
Przez osadę prowadzi  niebieski turystyczny Szlak „Osady Braci Czeskich” (65 km): Widawa (PKS) – Ruda – Chrząstawa – Faustynów – Walewice – Pożdżenice – Zelów – Zelówek – Bocianicha – Grzeszyn – Gucin – Rokitnica – Talar – Barycz – Ostrów – Łask Kolumna (PKP, PKS).